# Якубець Максим Вікторович
Максим Вікторович Якубець (рос. Маҝсим Виҝторович Яҝубец) — російський комп'ютерний експерт і комп'ютерний хакер українського походження. Засновник і лідер російського хакерського угруповання Evil Corp, Jabber Zeus Crew. Російські ЗМІ описують Якубця як хакера, що вкрав $100 млн, друга Дмитра Пєскова та обговорюють його розкішний спосіб життя, включаючи весілля з донькою співробітника ФСБ Едуарда Бендерського та Lamborghini з номерним знаком «ВОР» (рос. «злодій»).
Безкарність Якубця в Росії сприймається як ознака його тісних зв'язків із ФСБ, але також критикується місцевими експертами з інформаційної безпеки, такими як Ілля Сачков. Знаходиться в розшуку США.

## Evil Corp
Evil Corp - це кіберзлочинна хакерська організація, що займається викраденням фінансових даних, банківським шахрайством. Також має назву Grief. Стала відомою завдяки створенню ПЗ Dridex, яке використовувалося для крадіжки паролів та банківських даних. Група може бути пов'язаною з російськими хакерами і функціонує під керівництвом Максима Якубця. Створене Якубцем із колегами ПЗ дозволило збирати дані сотень банків у 40 країнах і крадіжки понад $100 млн.

## Розслідування
13 листопада 2019 року Якубця було звинувачено окружним судом США західного округу Пенсільванії у змові щодо розробки, обслуговування, розповсюдження та зараження зловмисним програмним забезпеченням «Bugat». Наступного дня йому було пред'явлено звинувачення в окружному суді США округу Небраска за його можливу причетність до встановлення зловмисного програмного забезпечення «Зевс».
1 жовтня 2024 року США, Велика Британія та Австралія ввели санкцій проти учасників угруповання Evil Corp, зокрема й проти Якубця. Серед інших підсанкційних осіб: помічник депутата Держдуми та колишній офіцер ФСБ Едуард Бендерський, друг Якубця Олександр Риженков.